# Statue du Christ-Roi (Świebodzin)
Pour les articles homonymes, voir Statue du Christ-Roi.
La statue du Christ-Roi (en polonais : Pomnik Chrystusa Króla) est une œuvre monumentale de style art déco, représentant le Christ, qui domine la ville de Świebodzin en Pologne. Inaugurée le 6 novembre 2010, elle mesure 52,5 m, ce qui en fait la plus haute statue (support inclus) de Jésus dans le monde.

## Caractéristiques
Faite de pierre et de béton armé, la statue mesure 33 mètres, la couronne dorée fait 3,5 mètres de diamètre et 2 mètres de hauteur. Elle mesure en tout 52,5 mètres, base comprise, et pèse 440 tonnes. 
Le projet a été conçu par Sylwester Zawadzki, prêtre polonais à la retraite, et l’œuvre a été sculptée par Mirosław Kazimierz Patecki. 
La construction a duré cinq ans et a coûté 1,5 million de dollars, donations récoltées auprès des 21 000 habitants de la ville de Świebodzin.
Le personnage mesure 3 mètres de plus que celui de la célèbre statue du Christ Rédempteur de Rio de Janeiro au Brésil (30,1 mètres sans le piédestal) mais environ 1 mètre de moins que le Christ de la Concorde à Cochabamba en Bolivie (34,20 mètres sans le piédestal).